# Albert Séguin
Albert Séguin (ur. 8 marca 1891 w Vienne, zm. 29 maja 1979 w Villefranche-sur-Saône) – francuski gimnastyk, medalista olimpijski z Paryża.